# فريسيو (مصمودة)
فريسيو هي إحدى مشيخات المملكة المغربية، تتبع جغرافيا لإقليم وزان وإداريًا لمصمودة. يقدر عدد سكانها بـ 4758 نسمة حسب الإحصاء الرسمي للسكان والسكنى لسنة 2004.